# جون غراي بانكس
جون غراي بانكس هو سياسي كندي، ولد في 30 يونيو 1888 في كندا، وتوفي في 1961. حزبياً، نشط في Saskatchewan Progress Party ‏. وقد انتخب عضو المجلس التشريعي من ساسكاتشوان.